# Keith Braxton
Keith Braxton (Franklinville, Nueva Jersey; 16 de mayo de 1997) es un baloncestista estadounidense que pertenece a la plantilla del VfL AstroStars Bochum de la ProA, la segunda división alemana. Con 1,97 metros de estatura, juega en la posición de escolta.

## Trayectoria deportiva

### Universidad
Jugó cuatro temporadas con los Red Flash de la Universidad Saint Francis, en las que promedió 15,9 puntos, 8,8 rebotes, 3,5 asistencias y 1,5 robos de balón por partido. En su primer año con Red Flash promedió 13,1 puntos junto con 8,6 rebotes, 3,2 asistencias y 1,4 robos por partido, siendo inclñuido en el segundo equipo All-Northeast Conference (NEC) y Rookie del año. En su segunda temporada promedió 17,5 puntos y 9,5 rebotes por partido y fue incluido en el primer equipo All-NEC.
Como junior, Braxton promedió 16,4 puntos (quinto en la NEC), 9,7 rebotes (primero), 3,9 asistencias (séptimo) y 1,7 robos (segundo) por partido y fue nombrado Jugador del Año de la Northeast Conference de 2019. Ya en su última temporada fue incluido por tercera vez consecutiva en el mejor quinteto de la conferencia, logrando en la misma ser el primer jugador de la NEC en alcanzar los 2000 puntos y 1000 rebotes en una carrera universitaria.

#### Estadísticas
| Año     | Equipo             | PJ  | PT  | MPP  | %TC  | %3P  | %TL  | RPP | APP | ROB | TPP | PPP  |
| ------- | ------------------ | --- | --- | ---- | ---- | ---- | ---- | --- | --- | --- | --- | ---- |
| 2016–17 | Saint Francis (PA) | 34  | 30  | 33.4 | .532 | .439 | .765 | 8.6 | 3.1 | 1.4 | .4  | 13.1 |
| 2017–18 | Saint Francis (PA) | 31  | 31  | 35.2 | .475 | .367 | .795 | 9.5 | 3.3 | 1.7 | .6  | 17.2 |
| 2018–19 | Saint Francis (PA) | 33  | 32  | 34.2 | .457 | .339 | .769 | 9.8 | 3.8 | 1.5 | .3  | 16.0 |
| 2019–20 | Saint Francis (PA) | 32  | 32  | 36.1 | .464 | .316 | .832 | 7.5 | 3.8 | 1.3 | .3  | 17.6 |
| Total   | Total              | 130 | 125 | 34.7 | .479 | .354 | .792 | 8.8 | 3.5 | 1.5 | .4  | 15.9 |

### Profesional
Tras no ser elegido en el Draft de la NBA de 2020, no fue hasta el año siguiente cuando firmó su primer contrato profesional, con el Maccabi Ma'ale Adumim B.C. de la Liga Leumit, la segunda división israelí. Allí jugó una temporada en la que promedió 18,8 puntos, 8,3 rebotes, 5,4 asistencias y 2,0 robos por partido.
El 8 de julio de 2022 firmó con el equipo belga Belfius Mons-Hainaut de la BNXT League. En su primera temporada promedió 12,8 puntos y 5,9 rebotes por partido.
En agosto de 2024 firmó un contrato con el VfL AstroStars Bochum de la segunda división alemana ProA.